# Histoire rurale

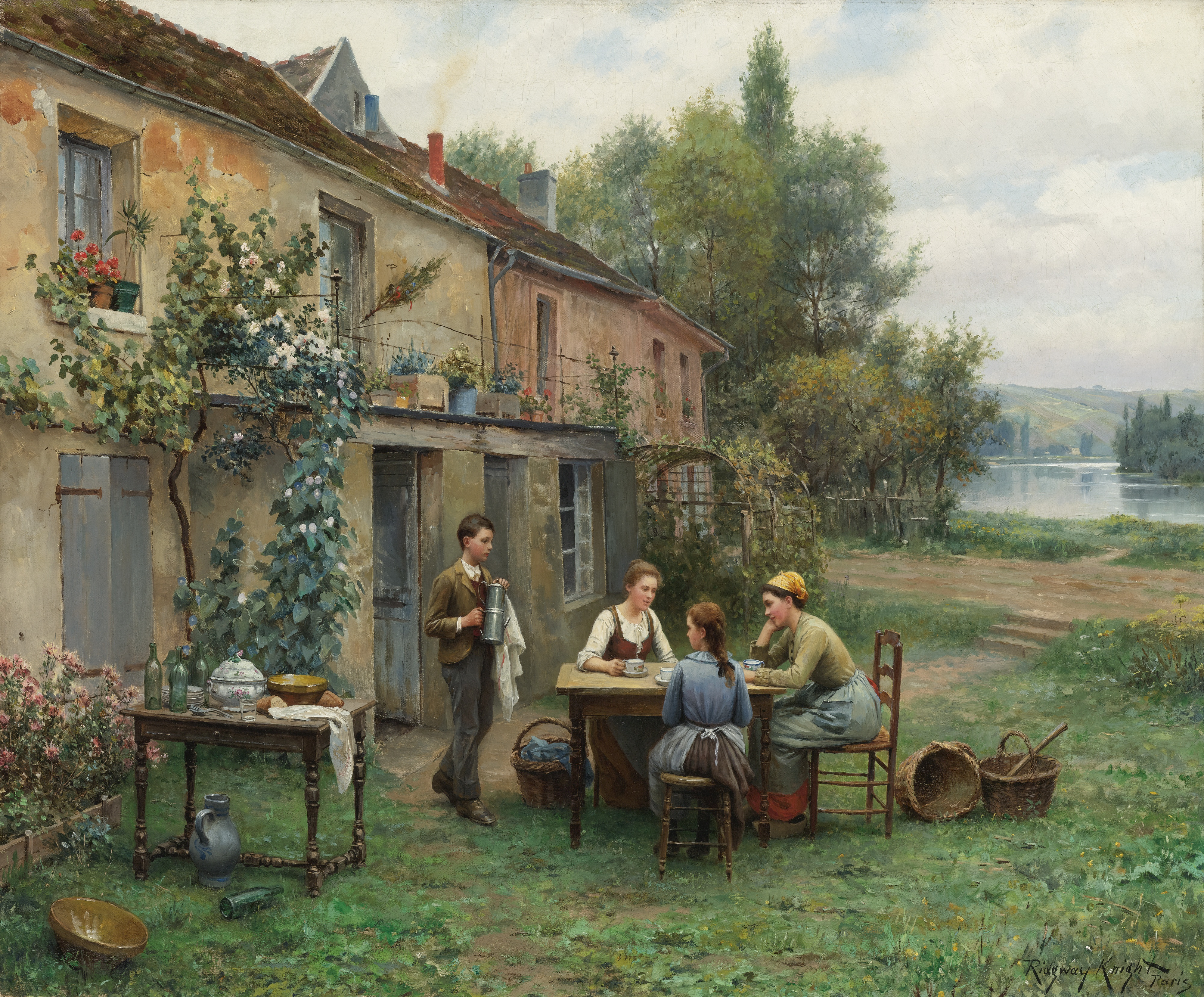
Scène de genre : vue typique de la campagne française de la fin du XIXe siècle, peinture réalisée par Daniel Ridgway Knight

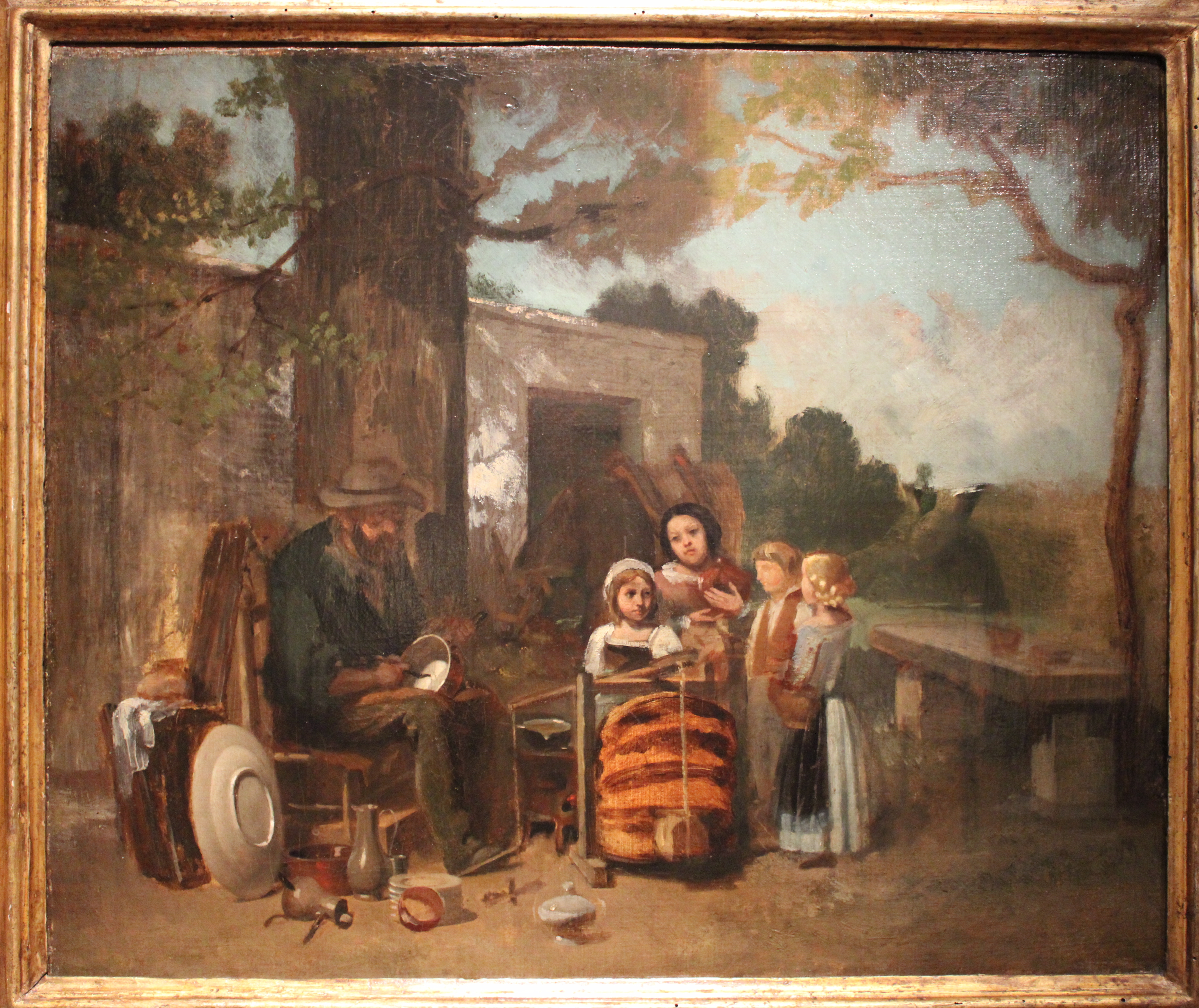
Le rétameur peinture de Gustave Courbet (1842)

L'histoire rurale est une branche de l'Histoire, qui étudie l'évolution sociale des sociétés rurales ayant pour point commun de vivre à la campagne. 

## Problèmes et méthodologie de l'histoire rurale

### Marc Bloch et l’École des Annales
Depuis le milieu du XIXe siècle, l'histoire rurale est considérée commune branche de l'histoire. Mais l'histoire rurale parvient au statut de discipline dans les années 1920 en France et dans les années 1980 aux États-Unis. 
En France, c'est l'ouvrage de Marc Bloch intitulé Caractères originaux de l'histoire rurale française publié en 1931 qui est considéré comme un ouvrage fondateur. Il étudie l'histoire des structures agraires, faisant appel à l'archéologie, à la linguistique, et à la géographie, établissant ainsi une méthode de travail. Il parvient en hypothèse, à trois grands types de paysages et de civilisations agraires : l'openfield, le méridional, le bocage à l'Ouest.
L'essor de la discipline est dû au travail de Marc Bloch au sein de l'école des Annales qu'il a co-fondé avec Lucien Febvre et, qui intègre économie, société et civilisations.

### Problématiques de recherche
Puis, les recherches ont évolué vers l'étude des mentalités. Robert Mandrou a étudié la question de la sorcellerie. D'autres historiens tels que Boris Porchnev, Roland Mousnier, Gérard Walter, ont étudié les révoltes paysannes qui surviennent lorsque les mentalités sont en crise. Le rôle du clergé a aussi été étudié dans ce cadre, avec la thèse de René Taveneaux sur les curés de campagne au XVIIIe siècle. Les recherches ont également inclus l'évolution des mœurs, tels que le crime, les vols ou la ruse.
Les questions qui fédèrent ces recherches, sont relatives au développement économique et social, de sociétés qui échappent à l'industrialisation et comment les modèles ancestraux s'adaptent à la modernité. 